# Brain Police
Brain Police – islandzka grupa muzyczna wykonująca stoner metal. Grupa powstała 12 listopada 1998 w Reykjavíku. Nazwa grupy pochodzi z albumu Franka Zappy Who are the Brain police.

## Skład
- Jens Ólafsson
- Jón Björn Ríkarðsson
- Gunnlaugur Lárusson
- Hörður Stefánsson

## Dyskografia

### Albumy
- Glacier Sun (2000)
- Brain Police (2003)
- Electric Fungus (2005)
- Beyond The Wasteland (2006)

### Single
- Master Brain (2002)